# Hypochrysops squalliensis
Hypochrysops squalliensis är en fjärilsart som beskrevs av D'abrera 1971. Hypochrysops squalliensis ingår i släktet Hypochrysops och familjen juvelvingar. Inga underarter finns listade i Catalogue of Life.